# Fédération algérienne de judo
La Fédération algérienne de judo est l'association sportive qui a pour but de promouvoir la pratique du judo et des disciplines associées pour le judo en Algérie. 
Son siège se trouve à Alger. 
L'organisme est fondé en 1964.
La FAJ organise les Championnats d'Algérie open et la Coupe d'Algérie dans toutes les catégories (seniors et juniors, hommes et femmes).